# Simon Lemnius
Simon Lemnius (eigentlich Lemm-Margadant, auch Lemnius Emporicus, Mercatorius, Pisaeus, Lemchen; * um 1511 in Guad in Val Müstair; † 24. November 1550 in Chur) war ein Schweizer Humanist und neulateinischer Dichter.

## Leben
Lemnius’ Vater, der aus dem Prättigau stammte, das  etwa 30 km von Chur entfernt ist, bewirtschaftete den Hof Guad, ein Lehen des Hochstifts Chur. Seine Mutter kam aus dem Hochtal Engadin, das den Inn umgibt. Unterengadin war während der Schwabenkriege von 1499 sehr schwer von Brandschatzungen und Plünderereien betroffen. Lemnius verwaiste bereits in jungem Alter. Er erhielt im Umfeld des damaligen Bischofs von Chur, Paul Ziegler, frühzeitige Unterstützung. Nach einer Grundausbildung begab er sich auf Wanderschaft, die ihn nach Zürich, Basel, Vienne, Augsburg und München führte. 1533 nahm er ein Studium an der Universität Ingolstadt auf und wechselte 1534 an die Universität Wittenberg. Dort wurde er von Philipp Melanchthon gefördert und erlangte 1535 den akademischen Grad eines Magisters. Im Kontakt mit Georg Sabinus strebte der junge Epigrammatiker anscheinend eine Professur an der Wittenberger Hochschule an.
1538 veröffentlichte er seinen ersten Gedichtband Epigrammaton libri duo, den er Albrecht von Brandenburg, dem Erzbischof von Mainz und – als Verfechter des Ablasshandels – einer der populärsten Gegenspieler Luthers, widmete. Wahrscheinlich der Grund für Luthers heftige Reaktion. Luther veröffentlichte daraufhin die Ernste zornige Schrift D. M. L. wider M. Simon Lemnii Epigrammata. Zudem veranlasste er Lemnius’ Relegation von der Universität von Wittenberg, die Festnahme des Druckenden, die Beschlagnahmung noch nicht verkaufter Exemplare und ließ Lemnius unter Hausarrest stellen. Lemnius floh nach Chur zurück und übernahm 1539 die Stelle eines Lateinlehrers an der Nikolaischule. Nach seiner Vertreibung aus Wittenberg verfasste er mehrere polemische antilutherische Schriften, so die Monachopornomachia (Mönchshurenkrieg), in denen er den Lebenswandel von Luther, von Justus Jonas und von Georg Spalatin sowie deren Ehefrauen angriff. In Chur wurde er nach der Veröffentlichung seiner erotischen Gedichtsammlung „Amorum libri“ 1542 wieder entlassen. Er ging nach Bologna, erhielt dort 1543 die Dichterkrone und wurde in die Accademia Ermatena aufgenommen. 1544 kehrte er wieder in seine Tätigkeit nach Chur zurück, wo er 1550 an der Pest verstarb. Seine Eklogen wurden posthum veröffentlicht.
Lemnius’ Werkschaffen umfasst verschiedenste Formen neulateinischen Dichtung. Neben der Übersetzung einer griechischen Weltgeographie, der Odyssee, einer Kurzfassung der Ilias, sowie erotischen Gedichten, schrieb Lemnius Hirtengedichte und sein großes Epos Raeteis über den Schwabenkrieg von 1499. Zu diesem hatte er vermutlich durch sein Elternhaus eine enge und emotionale Bindung, da es im Heimatgebiet seiner Eltern Brandschatzungen und Plünderungen gegeben hat. Seinen Platz in der Literaturgeschichte verlor er durch die kontroverse Auseinandersetzung mit Martin Luther, der ihn als „Schand-Poetaster“ bezeichnete. Erst der junge Gotthold Ephraim Lessing versuchte ihm wieder einen Platz in der Literaturgeschichte einzuräumen (in den „Rettungen“, 1753):

„Ein aufgebrachter Luther war alles zu thun vermögend. Bedenken Sie; seine blinde Hitze ging so weit, daß er sich nicht scheute, in einer öffentlichen an die Kirchthüren angeschlagenen Schrift zu behaupten; der flüchtige Bube, wie er den Lemnius nennt, würde, wenn man ihn bekommen hätte, nach allen Rechten den Kopf verlohren haben. Den Kopf? und warum? Wegen einiger elenden Spöttereyen, die nicht er, sondern seine Ausleger giftig gemacht hatten? Ist das erhört? Und wie hat Luther sagen können, daß ein paar satyrische Züge gegen Privatpersonen mit dem Leben zu bestrafen wären; er, der auf gekrönte Häupter nicht stichelte, sondern schimpfte?“

## Werke
- Dionysius Lubicus poeta, de situ habitabilis orbis, Venedig 1543
- Odyssee, Basel 1549
- Ilias, Basel 1539
- Epigrammatum libri duo, Wittenberg 1538
- Amorum libri IV, Basel 1542
- Monachopornomachia, ohne Jahr und Ort (digitalisiert online unter Weblinks)

## Ausgaben
- Lothar Mundt (Hrsg.): Simon Lemnius: Amorum libri IV. Liebeselegien in vier Büchern. Peter Lang, Bern 1988, ISBN 3-261-03848-9 (lateinischer Text und deutsche Übersetzung)